# 浙农12
浙农12，是浙江农业大学茶学系研发推广的一种茶叶品种、中国国家级茶树良种。

## 特点
浙农12为无性繁殖系品种。小乔木型、中叶类、中生种。1963年至1980年期间，浙江农业大学茶学系、茶叶研究所（现浙江大学茶叶研究所）从福鼎大白茶与云南大叶种自然杂交后代中，采用单株育种法育成。植株高大，树姿半开张，叶形为椭圆。适制红茶、绿茶；其抗寒性较弱但抗旱性强。繁殖主要采用扦插技术。通过六年品比试验（1974年至1979年），浙农12的单产比浙江当时主要推广良种福鼎大白茶要高41.9%，品质更为突出。目前浙农12主要产地为浙江省，推广到广东、广西、福建、湖南等茶区。1981年6月，浙农12的研发与成果荣获浙江省优秀科技成果二等奖。1987年通过全国农作物品种审定委员会认定（编号GS13045-1987）。